# カタール投資庁
カタール投資庁（QIA）は、カタールのソブリン・ウエルス・ファンドである。2005年に当時の首長シャイフ・ハマド・ビン・ハリーファ・アール＝サーニーによって設立。豊富な石油と天然ガスの資金を投資。
2012年にはフランスのサッカークラブであるパリ・サンジェルマンFCを買収。
2024年、フォーミュラ1チーム、ザウバーF1チームの株式約30%を取得した。またQIAはアウディの親会社である、フォルクスワーゲン・グループの株式17%を保有している。